# Donacja Konstantyna

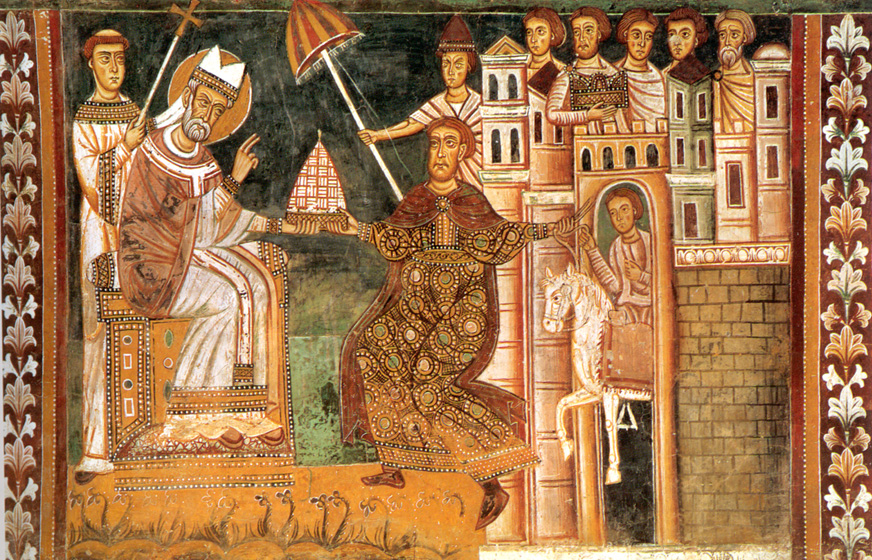
Fresk pokazujący nadanie władzy imperialnej papieżowi Sylwestrowi I (po lewej) przez cesarza Konstantyna I (po prawej). XIII wiek, bazylika Czterech Koronowanych Świętych, Rzym

Donacja Konstantyna (łac. Constitutum Constantini lub Donatio Constantini), także Darowizna Konstantyna – sfałszowany dokument, na mocy którego cesarz rzymski Konstantyn Wielki miał nadać Kościołowi katolickiemu liczne dobra i przywileje. W rzeczywistości pochodził z VII-IX w., a jego fałszywość udowodniono już w XV wieku.
Najstarsza z zachowanych do dzisiaj wersji dokumentu pochodzi z IX wieku i przechowywana jest obecnie w Bibliotece Narodowej w Paryżu. Adresowana jest ona do papieża Sylwestra I. Dzieli się na dwie części.
W pierwszej z nich, zatytułowanej Confessio, cesarz opisuje, jak papież nauczał go wiary chrześcijańskiej, nawracał Rzym oraz jak wyleczył cesarza z trądu.
W części drugiej – Donatio – Konstantyn nadaje Sylwestrowi i jego sukcesorom następujące dobra i przywileje:
- biskup Rzymu, jako następca świętego Piotra, uznany zostaje za ważniejszego od biskupów Antiochii, Aleksandrii, Konstantynopola, Jerozolimy oraz wszystkich pozostałych biskupów świata,
- wzniesiona przez Konstantyna bazylika św. Jana na Lateranie zostaje uznana najważniejszą świątynią chrześcijańską,
- kościoły św. Piotra i św. Pawła otrzymują liczne bogactwa,
- najważniejsi duchowni Rzymu otrzymują te same przywileje i insygnia, co rzymscy senatorowie,
- papież otrzymuje te same insygnia i odbiera te same honory, co cesarz, wśród nich prawo do noszenia korony cesarskiej, purpurowego płaszcza i tuniki; Sylwester miał jednak odmówić noszenia korony, w związku z czym cesarz przyznał mu prawo do noszenia wysokiej białej czapki,
- papież i jego następcy otrzymują Pałac Laterański, Rzym z jego prowincjami, dystryktami i miastami Italii oraz wszystkie regiony Zachodu.

Dokument mówi, iż dla siebie cesarz wybuduje na wschodzie nową stolicę, której nada swoje imię, a w samym Rzymie zlikwiduje administrację państwową, gdyż jest niewłaściwym, by świecki władca sprawował władzę tam, gdzie Bóg ustanowił rezydencję głowy religii chrześcijańskiej.

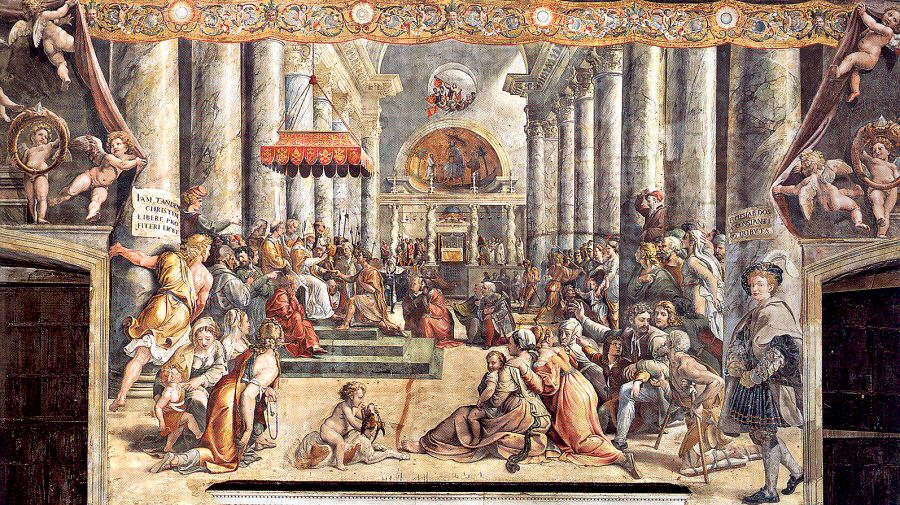
Fresk Rafaela Santi Donazione di Roma. 1520, Watykan

Donacja kończy się groźbami pod adresem tych, którzy ośmielą się podważyć postanowienia dokumentu oraz potwierdza, iż donacja jest autentyczna, podpisana osobiście przez cesarza, a jej oryginał złożono w grobie św. Piotra.
Dokument powstał pomiędzy 750 a 850 rokiem. Jest na tyle nieudolnie sfabrykowany, iż od początku, gdy tylko się pojawił, budził wątpliwości. Zgłaszali je zarówno świeccy, jak i duchowni. Dokument zawiera wiele oczywistych sprzeczności i anachronizmów, np. nosząc datę 315 n.e. wymienia z nazwy Konstantynopol, który powstał dopiero w roku 330. W 1440 roku Lorenzo Valla udowodnił bezspornie, że „Donacja” jest falsyfikatem. Niezależnie od niego do podobnych wniosków doszedł inny badacz dokumentu, Reginald Peacock, biskup Chichester (1450–1457). Dzieło Valli nie było jednak znane szerszym kręgom, aż opublikował je w Niemczech Ulrich von Hutten; w ten sposób poznał je Marcin Luter, który odniósł się do fałszerstwa w kwestionującym władzę papieża dziele Do szlachty chrześcijańskiej narodu niemieckiego o poprawie stanów chrześcijańskich. Dotychczasowe badania nie dały jednoznacznej odpowiedzi na pytanie, kto jest autorem dokumentu ani z jakiego środowiska on się wywodzi.

## Przekłady
- Przekład polski wydano w: Jacek Soszyński. Donacja Konstantyna. Wstęp, tekst łaciński i przekład polski. „Przegląd Tomistyczny”. XVII, s. 7-28, 2011. Warszawa: Instytut Tomistyczny. ISSN 0860-0015.
- Inny przekład polski (wraz z tekstem łacińskim) znajduje się w tomie IV serii Biblioteka Renesansowa: Lorenzo Valla: O rzekomej, sfałszowanej Donacji Konstantyna. Wyd. 1. Warszawa: Wydawnictwa Uniwersytetu Warszawskiego, 2015, s. 237-271. ISBN 978-83-235-1676-7. Autorem tego przekładu jest Konrad Kokoszkiewicz.